# Hôtel Grande-Bretagne
L'hôtel Grande-Bretagne est un grand hôtel d'Athènes, en Grèce. Situé sur la place Syntagma, il a ouvert dans les années 1870.

## Annexe